# Contact Press Images
Contact Press Images est une agence de photojournalisme internationale et indépendante fondée en 1976 à New York par le journaliste et rédacteur franco-britannique Robert Pledge et le photojournaliste américain David Burnett.

## Histoire
En 1990, l’agence ouvre son bureau européen à Paris sous la direction de Dominique Deschavanne, journaliste et éditrice d’images française. 
Parmi les photographes diffusés par Contact Press Images figurent Jane Evelyn Atwood, Annie Leibovitz, Li Zhensheng,  Don McCullin, Sebastião Salgado.

## Exposition
- Vu, Magnum, Contact : trois regards sur le monde après la chute du Mur de Berlin, Galerie municipale du Château d’eau, Toulouse, 1994[2].